# Tristán Marof
Gustavo Adolfo Navarro Ameller (* Sucre, 1898 - Santa Cruz de la Sierra, 10 de fevereiro de 1979), foi um escritor, político e diplomata boliviano, mais conhecido por el pseudônimo de Tristán Marof. Foi um dos líderes do movimento marxista e trotskysta na Bolivia, e influente escritor marxista-leninistas de seu país. Foi um dos fundadores do Partido Obrero Revolucionario (POR). Suas análises da realidade boliviana e mundial foram publicadas em diversas revistas do continente americano. Seu estilo literário era de crítica direta, e uma análise rigorosa da realidade.

## Primeiros Passos
Marof nasceu em Sucre no seio de uma família modesta. Desde tenra idade, interessou-se em política e questões sociais. Aos 17 anos, publicou uma revista de curta duração  Renascimento Altoperuano. Mais tarde, escreveu para o jornal The Freeman e colocou-se como um adversário do Partido Liberal que dominava o espectro político boliviano do início do século XX.

## Republicanismo
A partir de 1920, tornou-se parte do heterogêneo Partido  Republicano , seguindo a linha de Bautista Saavedra . Naquele ano, um golpe militar derrubou o presidente liberal José Gutiérrez Guerra e instalou uma junta sob a liderança de Saavedra, que mais tarde foi eleito presidente. A participação ativa de Marof durante o golpe, incluiu a administração da prisão de La Paz, e mais tarde sua nomeação para o cargo de cônsul em Le Havre , França.

## Marof na Europa
Durante os anos que passou na França, Navarro gradualmente inclinou-se para o marxismo. Contatou pensadores,  políticos e escritores dessa tendência, como Henri Barbusse , que escreveu prefácios para suas obras e o inseriu na esquerda francesa. Durante este tempo, ele também começou a expressar em obras como El ingenuo continente americano ou La justicia del Inca , sua concepção idealizada do sistema Inca, semelhante ao atribuído a elementos do comunismo. Na França adotou o pseudônimo de Tristán Marof publicando El ingenuo continente americano. Sua posição de cônsul foi rapidamente comprometida pelo seu pensamento radical, por isso se afasta do cargo mas permanece na Europa até 1926.

## Exilio
Ao retornar à Bolívia, Marof rapidamente começou a contatar os políticos locais para organizar um movimento socialista marxista. Em 1927, junto com  Roberto Hinojosa organiza o chamado Partido Socialista Máximo. Foi candidato ao Congresso por Sucre por esta sigla, mas o governo denunciou um suposto plano de golpe comunista organizado por Marof, que foi imediatamente exilado para a Argentina.
Sua vida no exílio foi itinerante passando pelo Panamá, México, Peru e Cuba entre outros países por quase 10 anos. Durante este tempo, ele publicou algumas de suas obras mais importantes, incluindo Wall Street y hambre e do Mexico: de frente y de perfil, que deu origem a uma polêmica pela sua crítica à Revolução Mexicana.  O próprio governo mexicano expulsa-o do país, acusando-o de subversão.
Os vários contatos e vínculos criados por Marof no exílio, incluíam figuras como José Carlos Mariátegui e Víctor Raúl Haya de la Torre , e seu ativismo constante deu-lhe alguma notoriedade em grupos e círculos da esquerda latino-americana. Isso também causou alguma controvérsia com a Internacional Comunista , e a diplomacia da União Soviética. O exílio de Leon Trotsky e seu aparente apoio a ele foram algumas das causas destas desavenças.
Voltando a Argentina,Marof funda o grupo "Tupac Amaru", na mesma época em que ocorria a Guerra do Chaco. Este grupo acabou se fundindo com outras frentes de esquerda boliviana, incluindo a Izquierda Boliviana en Chile e os Exiliados en Perú, para formar o Partido Obrero Revolucionario (POR) em 1935. Entre os primeiros líderes deste partido estavam Marof, José Aguirre Gainsborg , Alipio Valencia e Eduardo Arze.

## Sua Obra
Seu trabalho se caracterizou pela crítica permanente da sociedade boliviana e de suas estruturas políticas. Seu primeiro romance Los cívicos: novela política de lucha y de dolor tem um forte apoio a linha política de Saavedra.
Pela profundidade da análise e interpretação da realidade da Bolívia é comparado com o escritor peruano José Carlos Mariátegui. As obras mais conhecidas de Tristan Marof são: La justicia del Inca, publicado na Bélgica , Ensayos y crítica: revoluciones bolivianas, guerras internacionales y escritores, Wall Street y hambre, publicado em 1927, La Tragedia del Altiplano, "La verdad socialista en Bolivia, El peligro nazi en Bolivia: discursos pronciados en las sesiones de la H. Cámara de Diputados el 27 y el 30 de agosto de 1941 por el doctor Gustavo A. Navarro, representante por Sucre , El Juramento,  Mexico: de frente y de perfil, entre outros.
Enquanto estava em Córdova , Argentina , escreveu: "Banido do meu país desde 1927, três governos sucessivos me negaram a volta a Bolívia. Me condenaram a seis anos de prisão por tentativa de rebelião militar. Fui processado sem me ouvirem, me negaram a nacionalidade, me caluniaram e tentaram me arruinar, processando-me novamente, desta vez condenando à morte, pediram ao governo argentino para perseguir-me no seu território e que me negasse a sua hospitalidade".
Escreveu sua autobiografia, com o título: La novela de un hombre: memorias